# Afričko kontinentalno područje slobodne trgovine
Afričko kontinentalno područje slobodne trgovine (AfCFTA), (eng: African Continental Free Trade Area) je područje slobodne trgovine osnovano 2018. godine, a trgovina je započela 1. siječnja 2021. Stvoreno je Afričkim kontinentalnim sporazumom o slobodnoj trgovini između 54 od 55 država Afričke unije. Područje slobodne trgovine najveće je na svijetu po broju zemalja sudionica od formiranja Svjetske trgovinske organizacije. Akra služi kao tajništvo AfCFTA-e, a predsjednica Gane Nana Akufo-Addo naručila ju je i predala AU 17. kolovoza 2020. u Akri.
Sporazum je posredovala Afrička unija, a potpisale su ga 44 od svojih 55 država članica u Kigaliju u Ruandi 21. ožujka 2018. Sporazum u početku zahtijeva od članova da uklone carine s 90% robe, omogućujući slobodan pristup robama i uslugama širom kontinenta. Ekonomsko povjerenstvo Ujedinjenih naroda za Afriku procjenjuje da će sporazum povećati unutarnju afričku trgovinu za 52 posto do 2022. godine. Prijedlog je trebao stupiti na snagu 30 dana nakon ratifikacije od strane 22 države potpisnice. 2. travnja 2019. Gambija je postala 22. država koja je ratificirala sporazum, a 29. travnja Republika Saharawi položila je 22. polog ratifikacijskih instrumenata; sporazum je stupio na snagu 30. svibnja, a u operativnu fazu ušao je nakon summita 7. srpnja 2019.

## Povijest
Na summitu Afričke unije 2012. u Addis Abebi, čelnici su se dogovorili da će stvoriti novo kontinentalno područje slobodne trgovine do 2017. Na summitu AU 2015. u Johannesburgu, summit je pristao započeti pregovore. Time je započela serija od deset pregovaračkih sesija koje su se održavale u sljedeće tri godine.
Prvi pregovarački forum održan je u veljači 2016. i održao je osam sastanaka do summita u ožujku 2018. u Kigaliju. Od veljače 2017. tehničke radne skupine održale su četiri sastanka, na kojima se raspravljalo o tehničkim pitanjima i implementiralo ih u nacrt. 8. – 9. ožujka 2018. ministri trgovine Afričke unije odobrili su nacrt.
U ožujku 2018., na 10. izvanrednom zasjedanju Afričke unije o AfCFTA, potpisana su tri odvojena sporazuma: Afrički kontinentalni sporazum o slobodnoj trgovini, Deklaracija iz Kigalija; i Protokol o slobodnom kretanju osoba. Protokol o slobodnom kretanju osoba želi uspostaviti zonu bez viza unutar zemalja AfCFTA-e i podržati stvaranje putovnice Afričke unije. Na summitu u Kigaliju 21. ožujka 2018. godine 44 zemlje potpisale su AfCFTA, 47 potpisale Kigali deklaraciju, a 30 Protokol o slobodnom kretanju ljudi. Iako su uspjeli, bila su dva značajna zadržavanja: Nigerija i Južna Afrika, dvije najveće ekonomije u Africi.
Jedan od komplicirajućih čimbenika u pregovorima bio je taj što je Afrika već bila podijeljena u osam zasebnih područja slobodne trgovine i / ili carinskih unija, od kojih svaka ima različite propise. Ova regionalna tijela i dalje će postojati; Afrički kontinentalni sporazum o slobodnoj trgovini u početku nastoji smanjiti trgovinske zapreke između različitih stupova Afričke ekonomske zajednice, a na kraju te regionalne organizacije koristi kao gradivne blokove za krajnji cilj carinske unije širom Afrike.

## Provedba
AfCFTA će se provoditi u fazama, a neke od budućih faza još se pregovaraju.
Na summitu u Kigaliju pronađena su područja dogovora oko trgovinskih protokola, postupaka rješavanja sporova, carinske suradnje, olakšavanja trgovine i pravila o podrijetlu. Ovo je bio dio I. faze sporazuma, koja pokriva liberalizaciju robe i usluga. Također je postignut dogovor o smanjenju carina na 90% sve robe. Svaka država smije izuzeti 3% robe iz ovog sporazuma.
12. izvanredno zasjedanje Afričke unije o AfCFTA pozvano je da pokrene novi sporazum u njegovu operativnu fazu, koje je bilo domaćin u Niameyu 7. srpnja 2019.
Prilikom pokretanja aktivirano je pet operativnih instrumenata koji će upravljati AfCFTA-om: "pravila o podrijetlu; mrežni pregovarački forum; nadzor i uklanjanje necarinskih zapreka; digitalni sustav plaćanja; i Afrički trgovinski opservatorij."
Neka pitanja prve faze o kojima ostaje pregovarati uključuju raspored tarifnih koncesija i druge specifične obveze. U tijeku su i pregovori o tome koji će grad biti domaćin AfCFTA-e.
Pregovori za fazu II započeli su u veljači 2019. Ti će pregovori obuhvaćati protokole za konkurenciju, intelektualno vlasništvo i ulaganja. Očekuje se da će pregovori o pitanjima faze II završiti 2020. godine.
Nakon višemjesečnog kašnjenja zbog pandemije COVID-19 u Africi, AfCFTA je službeno, ali uglavnom simbolično, pokrenuta 1. siječnja 2021. godine.